# دهستان مراگ
دهستان مراگ (به لاتین: Merag Gewog) یک دهستان در کشور بوتان است که در ناحیهٔ تراشیگانگ واقع شده‌است.